# Смородинка (Вологодская область)
Смородинка — посёлок в Бабаевском районе Вологодской области.
Входит в состав Тороповского сельского поселения, с точки зрения административно-территориального деления — в Тороповский сельсовет.
Расположен на берегах реки Колпь. Расстояние по автодороге до районного центра Бабаево составляет 27 км, до центра муниципального образования деревни Торопово — 1 км. Ближайшие населённые пункты — Лютомля, Старый Завод, Тешемля, Торопово.
Население по данным переписи 2002 года — 452 человека (220 мужчин, 232 женщины). Преобладающая национальность — русские (92 %).